# Vilmantas Liorančas
Vilmantas Liorančas (* 19. September 1964 in Vilnius, Litauische SSR) ist ein litauischer Badmintonfunktionär. Er ist derzeit Präsident des nationalen Badmintonverbandes, der Lietuvos badmintono federacija.

## Leben
Von 1983 an absolvierte Liorančas ein Studium am Politechnikum Tauragė und wurde Elektriker. 1990 absolvierte er ein Studium der Elektrotechnik am Kauno politechnikos institutas und wurde Elektroingenieur. Er ist Direktor der UAB Televizijos komunikacijos, Mitglied im Rotary-Club Tauragė.
Liorančas war Mitglied in der Partei Liberalų ir centro sąjunga und ist Mitglied der Lietuvos Respublikos liberalų sąjūdis.
Liorančas spricht Russisch, Deutsch und Englisch.

## Familie
Liorančas ist verheiratet, seine Frau heißt Rasa. Zudem hat er zwei erwachsene Kinder, eine Tochter und einen Sohn. Die Familie lebt in Tauragė.